# Fori laterali di Luschka
I fori laterali di Luschka (apertura laterale o anche forame di Luschka) sono una struttura pari dell'encefalo umano. Si tratta di un'apertura in ciascuna estremità laterale del recesso laterale del quarto ventricolo del cervello umano, che ha anche una singola apertura mediana.

## Eponimo
La struttura prende il nome dal medico anatomista tedesco Hubert von Luschka.

## Funzione
I forami di Luschka, insieme all'apertura mediana, nota come forame di Magendie, forniscono un sistema di drenaggio al liquido cerebrospinale che così fluisce dal sistema ventricolare del cervello nello spazio subaracnoideo, in particolare nella cisterna pontocerebellare.

## Significato clinico
Il blocco del forame di Luschka, a causa di un tumore cerebrale, può alterare la circolazione del flusso cerebro spinale.